# Commission de lutte contre la corruption de Macao

Logotype de la Commission de lutte contre la corruption de Macao.

La Commission de lutte contre la corruption de Macao, en portugais Comissariado contra a Corrupção (abrégé CCAC) et en chinois 廉政公署, est une entité officielle responsable de la prévention, de l'enquête et de la poursuite des activités liées à la corruption. Elle a été établie dans la région administrative spéciale en 1999 après que la Chine ait repris possession de Macao conformément à l'article 59 de la loi fondamentale et fut créé sur le modèle de la Commission indépendante contre la corruption de Hong Kong.

## Fonctions
D'après la loi n° 10/2000 du 14 août 2000, la CCAC a les tâches statutaires suivantes :
- mener des actions préventives contre les actes de corruption ou de fraude ;
- enquêter sur tous les crimes liés à la corruption et à la fraude commis par les fonctionnaires ;
- enquêter sur les soupçons de corruption et de fraude dans l'enregistrement électoral et l'élection des membres des institutions de Macao ;
- protéger les droits de l'homme, les libertés et les intérêts légitimes des individus, et garantir la justice, la légalité et l'efficacité de l'administration publique.